# Psaenythia vicina
Psaenythia vicina är en biart som beskrevs av Holmberg 1921. Psaenythia vicina ingår i släktet Psaenythia och familjen grävbin. Inga underarter finns listade i Catalogue of Life.